# Richard Faltus
Richard Faltus est un coureur cycliste tchèque, né le 13 janvier 1977 à České Budějovice. Il était professionnel au sein de l'équipe AC Sparta Prague jusqu'en 2009.

## Palmarès
- 1999
  - 3e du Tour de la Hainleite
- 2003
  - 2e étape du Ringerike Grand Prix
  - Prologue et 1re étape du Tour de Bohême
- 2006
  - 4eb étape du Tour de Beauce
- 2007
  - Classement général du Cinturón a Mallorca
- 2008
  - 4e étape du Trophée Joaquim Agostinho